# 雪白层腹菌
雪白层腹菌（学名：Hymenogaster niveus）是属于伞菌目层腹菌科层腹菌属的一种担子菌。该种分布于中国、意大利、德国、英国、加拿大、美国等地。